# Bruskowo Wielkie
Bruskowo Wielkie (kaszb. Wieldżé Brëskòwò lub Wieldżé Brzóskòwò, niem. Groß Brüskow) – wieś w Polsce położona w województwie pomorskim, w powiecie słupskim, w gminie Redzikowo.
W latach 1945–1954 i 1973–1976 miejscowość należała i była siedzibą gminy Bruskowo Wielkie. W latach 1954–1972 wieś należała i była siedzibą gromady Bruskowo Wielkie. W latach 1975–1998 miejscowość administracyjnie należała do województwa słupskiego.

## Nazwa
Nazwa ma pochodzenie słowiańskie i jest wzmiankowana po raz pierwszy w 1628. Co do jej charakteru wysunięto następujące hipotezy etymologiczne:
- nazwa dzierżawcza wyprowadzona od nazwy osobowej *Brusъkъ przy pomocy formantu -ow-[7],
- nazwa topograficzna wyprowadzona od nazwy pospolitej brusek „mały kamień służący do ostrzenia“ przy pomocy formantu -ow-[7].

Friedrich Lorentz odnotował formy nazwy w lokalnych gwarach słowińskich: Vje͂lђė Brȧ͂skɵvɵ, Vje͂lђė Brä̀skɵvɵ wraz z nazwami mieszkańców – zarówno z pominiętym formantem -ɵv-: Brȧ͂ščȯu̯n, Brȧ͂ščȯu̯nkă : Brä̀ščȯu̯n, Brä̀ščȯu̯nkă „bruskowianin, bruskowianka”, jak i w postaci pełnej: Brȧ͂skɵvjȯu̯n, Brȧ͂skɵvjȯu̯nkă : Brä̀skɵvjȯu̯n, Brä̀skɵvjȯu̯nkă „ts.”
Nazwa niemiecka jest adaptacją fonetyczną pierwotnej nazwy słowiańskiej z dodanym członem przymiotnikowym groß „wielki” celem odróżnienia od sąsiedniej miejscowości Klein Brüskow („Bruskowo Małe”). Człon Wielkie w nazwie polskiej jest z kolei kalką z nazwy niemieckiej. 
Przejściowa nazwa Brzózkowo funkcjonująca w latach następujących bezpośrednio po II wojnie światowej jest wynikiem błędnej rekonstrukcji z adideacją do nazwy pospolitej brzoza.
Rada Języka Kaszubskiego proponuje kaszubską formę nazwy Brëskòwò Wiôldżé.

## Kościół
Pierwsza wzmianka o kościele w Bruskowie pochodzi z 1490 roku. Od 1522 wchodzi w skład parafii w Swołowie (do 1586). Nowy, neogotycki kościół wybudowano w latach 1854-1863, następnie wyburzono starą świątynię. Obecny kościół od południowego zachodu posiada wieżę zwieńczoną narożnymi sterczynami oraz wyniosły, ceglany hełm ostrosłupowy. Przy wschodniej ścianie trzy trójboczne absydy.
3 listopada 1945 kościół został na nowo poświęcony jako  parafialny, rzymskokatolicki, w parafii Niepokalanego Poczęcia Najświętszej Maryi Panny w Bruskowie Wielkim.